# Pösing
Pösing er en kommune i Regierungsbezirk Oberpfalz i den østlige del af den tyske delstat Bayern, med knap 1.000 indbyggere. Den er en del af Verwaltungsgemeinschaft Stamsried.

## Geografi
Pösing ligger i Planungsregion Regensburg.